# Allocasuarina

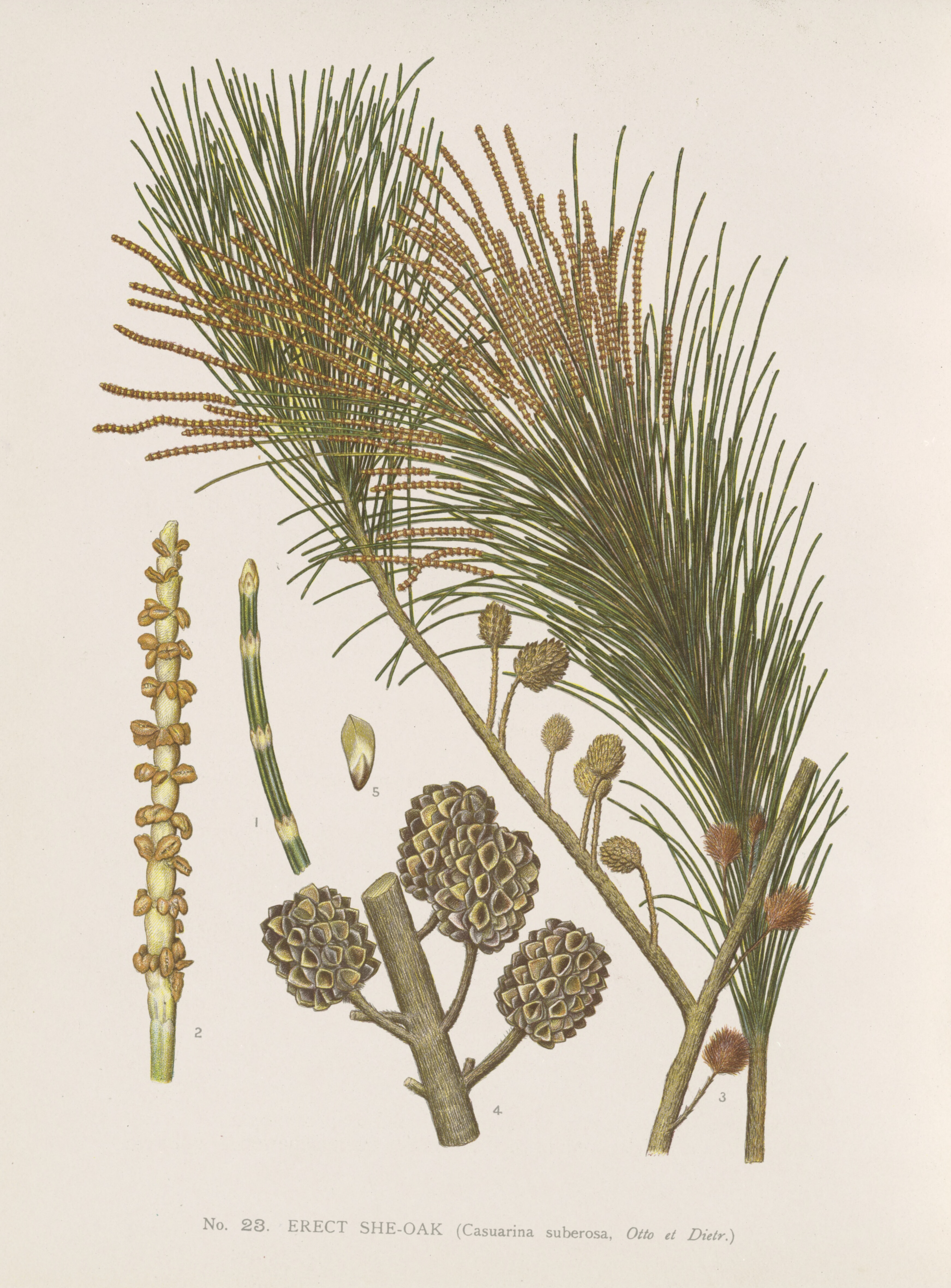
Allocasuarina littoralis (desen)

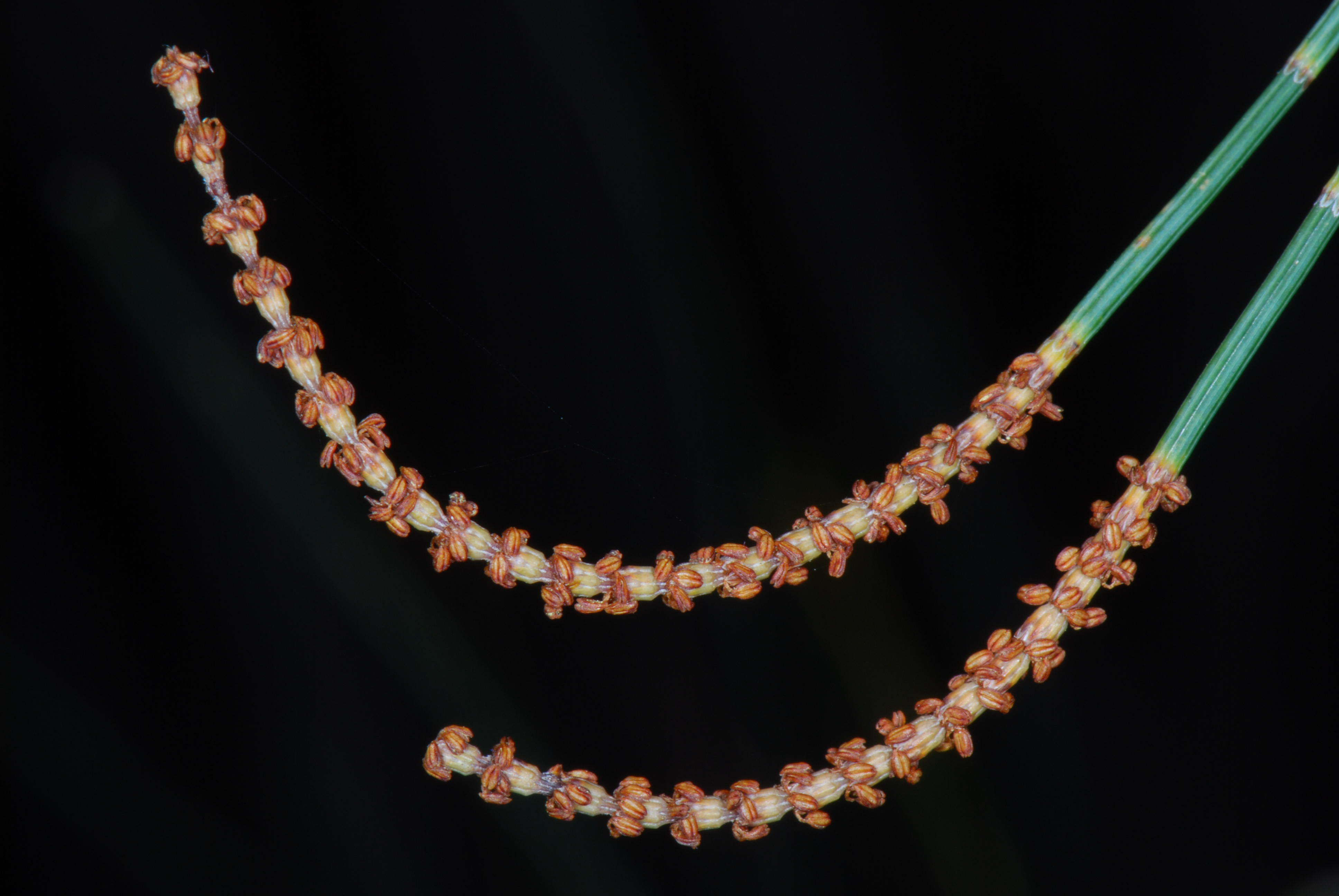
Allocasuarina inophloia

Allocasuarina este un gen de copaci angiospermi din familia Casuarinaceae. Sunt o specie nativă Australiei, fiind întâlnit cel mai adesea în regiunile sudice ale continentului. Este înrudit cu genul Casuarina.

## Descriere
Cuprinde copaci și arbuști ce ies în evidență prin lungile rămurele segmentare care îndeplinesc rolul de frunze. Aceste rămurele se aseamănă într-o anumită măsură cu acele coniferelor, deși copacii sunt plante cu flori. Frunzele sunt reduse la mici solzi care înconjoară fiecare joncțiune. Ramurile căzute formează un strat protector la baza trunchiului, împiedicând dezvoltarea plantelor parazite sau a vegetației abundente (acest fenomen a fost denumit alelopatie). 
O altă caracteristică deosebită o reprezintă „conurile” spinoase de dimensiunile unei ghinde, având însă suprafața asemănătoare conurilor de brad. Cu toate acestea, conurile sunt, în fapt, fructe lemnoase. Masculii copacilor nu poartă astfel de fructe.
Precum legumele, rădăcinile copacilor aparținând acestui gen conțin noduli în interiorul cărora se întâlnesc bacterii fixatoare de azot; cu ajutorul acestora copacii reușesc să crească chiar și în cele mai sărăcăcioase soluri și în regiunile semi-aride. Cu toate acestea, sunt mult mai predispuși la incendiile de vegetație decât eucalipții.
Fosile aparținând unor specii din acest gen au fost apreciate ca datând din timpurile supercontinentului Gondwana.

## Întrebuințări
Având un lemn de esență tare și cu o textură bogată, copacii acestui gen sunt deosebit de apreciați în rândul strungarilor în lemn. De asemenea acest lemn este excelent ca și combustibil pentru foc, lăsând o cantitate minimă de cenușă.
Datorită rădăcinilor viguroase pe care le pot crește în soluri sărăcăcioase și nisipoase, sunt folosiți pentru stabilizarea solurilor, în special în zonele predispuse la alunecări de teren sau în cazul dunelor de nisip. Totodată pot fi folosiți drept arbuști ornamentali, deși stratul de „ace” pe care îl pot lăsa în ghiveci poate deveni o problemă care trebuie luată în considerare.

## Lista speciilor
| - Allocasuarina acuaria - Allocasuarina acutivalvis - Allocasuarina brachystachya - Allocasuarina campestris - Allocasuarina corniculata - Allocasuarina crassa - Allocasuarina decaisneana - Allocasuarina decemilinanana - Allocasuarina decussata - Allocasuarina defungens - Allocasuarina dielsiana - Allocasuarina diminuta - Allocasuarina distyla - Allocasuarina drummondiana - Allocasuarina duncanii - Allocasuarina emuina - Allocasuarina eriochlamys - Allocasuarina fibrosa - Allocasuarina filidens - Allocasuarina fraseriana - Allocasuarina glareicola - Allocasuarina globosa - Allocasuarina grampiana - Allocasuarina grevilleoides - Allocasuarina gymnanthera - Allocasuarina helmsii - Allocasuarina huegeliana - Allocasuarina humilis - Allocasuarina inophloia - Allocasuarina lehmanniana - Allocasuarina littoralis | - Allocasuarina luehmannii - Allocasuarina mackliniana - Allocasuarina media - Allocasuarina microstachya - Allocasuarina misera - Allocasuarina monilifera - Allocasuarina muelleriana - Allocasuarina nana - Allocasuarina ophiolitica - Allocasuarina paludosa - Allocasuarina paradoxa - Allocasuarina pinaster - Allocasuarina portuensis - Allocasuarina pusilla - Allocasuarina ramosissima - Allocasuarina rigida - Allocasuarina robusta - Allocasuarina rupicola - Allocasuarina scleroclada - Allocasuarina simulans - Allocasuarina spinosissima - Allocasuarina striata - Allocasuarina tessellata - Allocasuarina thalassoscopica - Allocasuarina thuyoides - Allocasuarina tortiramula - Allocasuarina torulosa - Allocasuarina trichodon - Allocasuarina verticillata - Allocasuarina zephyrea |

## Legături externe
- She-Oak Woodland & Forest (Tasmania Government) Arhivat în 16 iunie 2004, la Wayback Machine.
- Research team from IRD working on Casuarinaceae